# Ререны
Ререны (нем. Rehren) — остзейский немецкий дворянский род.

## История
Родоначальник — Иоганн Ререн, недворянского происхождения, занимавший различные административные и судебные должности на принадлежавшем в те дни Швеции острове Эзель (ныне — Сааремаа). В 1675 году королём Швеции Карлом IX Иоганн Ререн был возведён в потомственное дворянство и вскоре приобрёл поместья на Эзеле.
Этими поместьями Ререны продолжили владеть и после перехода острова под контроль России по результатам Северной войны. В реестр Эзельского рыцарства семья Ререн была внесена под 72-м номером.
Среди представителей рода Ререн на русской службе известны в частности:
- Иван Богданович (Иоганн Фридрих фон) Ререн (1775—1813) — генерал-майор, георгиевский кавалер (за Прейсиш-Эйлау), участник Отечественной войны 1812 года, смертельно раненый в Лейпцигском сражении. Портрет И. Б. Ререна, выполненный Дж. Доу, наряду с портретами других отличившихся генералов, размещён в Военной галерее Зимнего дворца.
- Николай Константинович (фон) Ререн (1872 — не ранее 1920) — полковник, кавалер Георгиевского оружия (за бои под Сарыкамышем в ходе Первой мировой войны), участник Гражданской войны в России на стороне Белой армии.
- Теодор фон Ререн (1828—1888) — генерал-майор.
- Бальтазар Фридрих фон Ререн (1788—1851) — генерал-майор.
- Фёдор Карлович фон Ререн (?—?) — георгиевский кавалер (1833; за выслугу лет?), на тот момент являлся подполковником.

## Описание герба
В голубом поле на зеленой земле дуб, впереди него скачущий олень с золотыми рогами.
Щит увенчан повернутым дворянским шлемом с золото-голубым бурелетом. Нашлемник — возникающий олень с золотыми рогами, между двух распростертых орлиных крыльев, пересеченных голубым по золоту в шахматы. Намет голубой с золотом.